# Athetis sobria
Athetis sobria är en fjärilsart som beskrevs av Emilio Berio 1955. Athetis sobria ingår i släktet Athetis och familjen nattflyn. Inga underarter finns listade i Catalogue of Life.